# Бељин (тврђава)
Бељин је стари град који је постојао надомак места Владимирци у Мачви. Данас више нема надземних остатака утврђења.